# Cahon
Cahon is een gemeente in het Franse departement Somme (regio Hauts-de-France) en telt 210 inwoners (2005). De plaats maakt deel uit van het arrondissement Abbeville.

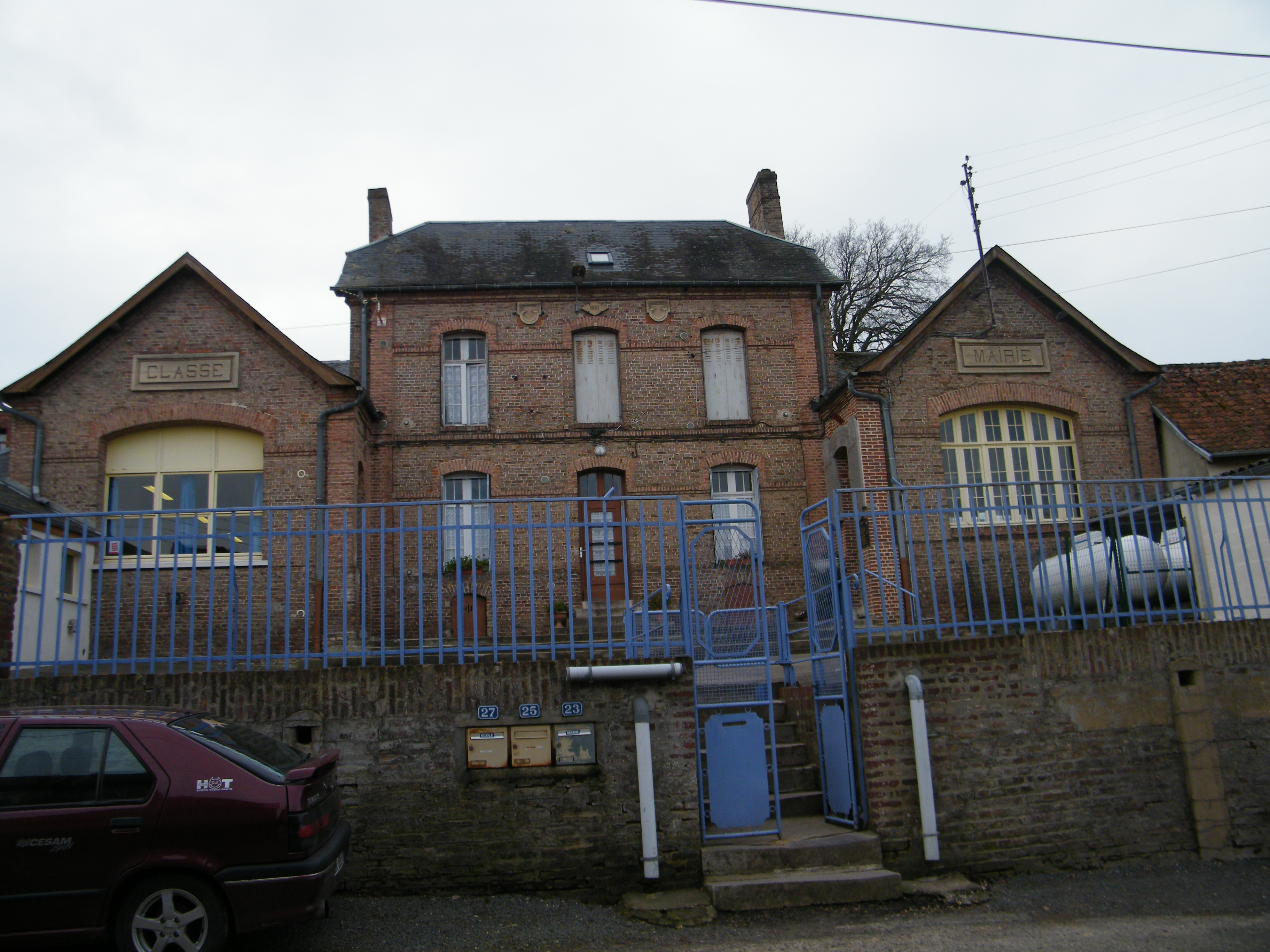
School en gemeentehuis
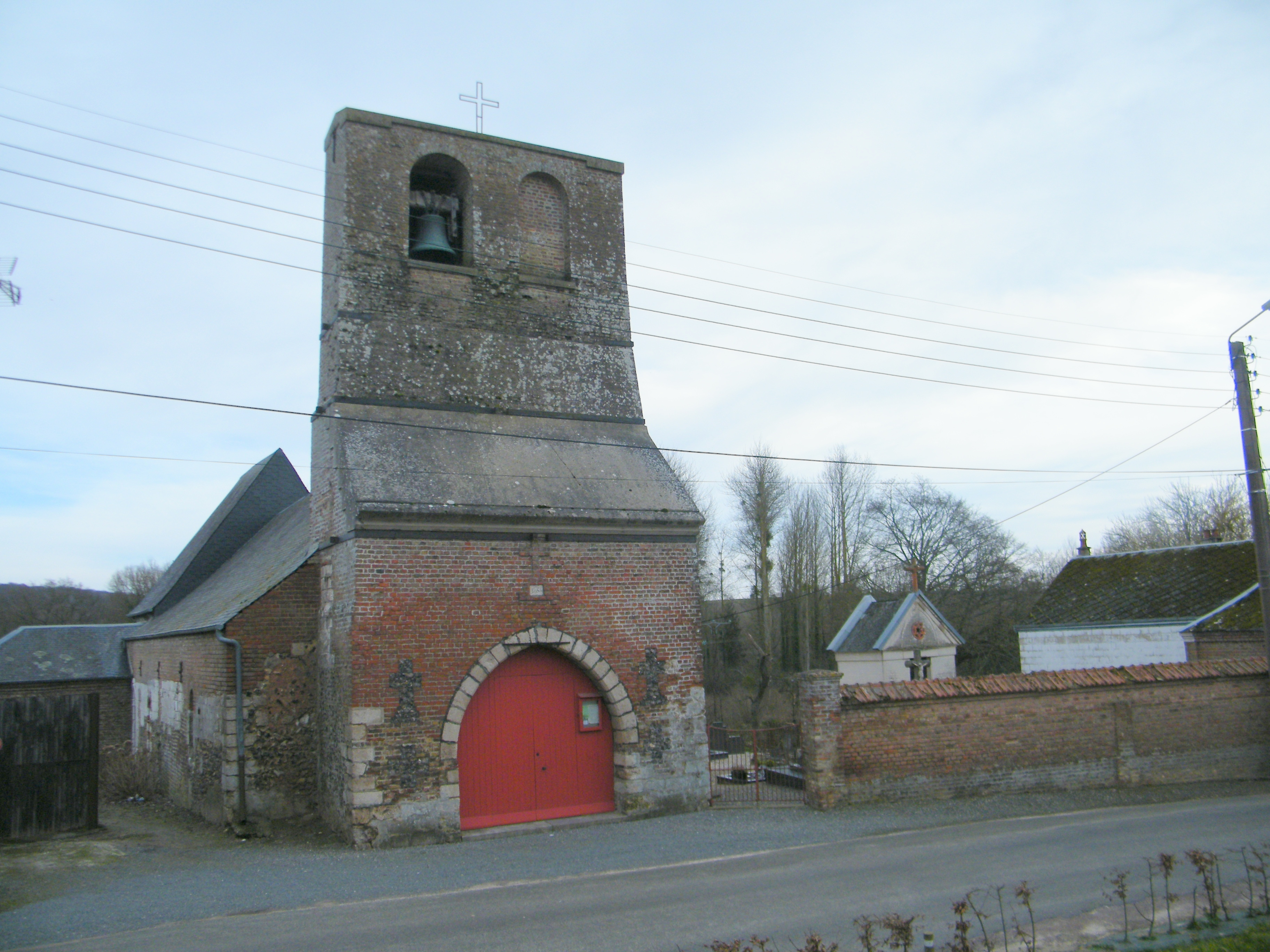
Kerk van Cahon
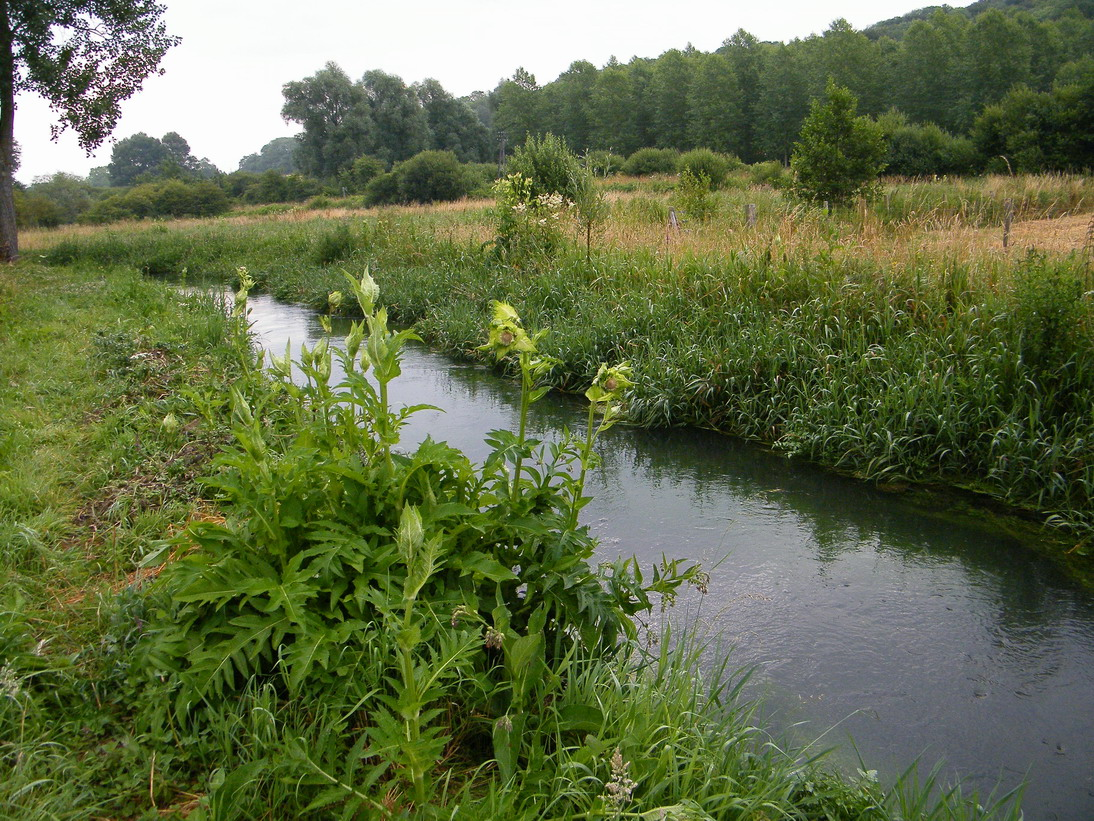
Omgeving

## Geografie
De oppervlakte van Cahon bedraagt 7,1 km², de bevolkingsdichtheid is 29,6 inwoners per km².
De onderstaande kaart toont de ligging van Cahon met de belangrijkste infrastructuur en aangrenzende gemeenten.

## Demografie
Onderstaande figuur toont het verloop van het inwonertal (bron: INSEE-tellingen).